# Isopogon ceratophyllus
Isopogon ceratophyllus  (лат.) — вид растений рода Изопогон семейства Протейные, эндемичный для Австралии, произрастает на побережье штата Виктория, в Южной Австралии и на островах Фюрно штата Тасмания. Это небольшой кустарник до 1 м с острыми листьями. Крайне чувствителен к патогенному оомицету Phytophthora cinnamomi.

## Описание
Isopogon ceratophyllus — древовидный кустарник с остроконечными листьями, высотой 15–100 см и до 120 см шириной. Овальные или круглые цветки появляются с июля по январь. Цветок около 3 см в диаметре.

## Ареал и местообитание
Ареал Isopogon ceratophyllus распространяется от юго-запада Виктории до юго-восточного края Южной Австралии, а также на островах Фюрно в проливе Басса, главным образом на островах Флиндерс, Кейп-Баррен и Кларк. Единственный вид рода изопогон, встречающийся в Южной Австралии. Растёт на песчаных почвах в открытых эвкалиптовых лесах.

## Экология
Isopogon ceratophyllus очень чувствителен к патогену Phytophthora cinnamomi. Кустарник, широко распространённый ранее на Бресбейнских холмах, исчез после эпидемии P. cinnamomi около 1994 года и в отличие от других пострадавших видов не появился в регионе и через 30 лет. Популяция Isopogon ceratophyllus на тасманских островах находится под опасностью исчезновения из-за экспонирования P. cinnamomi.